# Ван, Александр (программист)
Александр Ван (кит. трад. 汪滔, пиньинь Wāng Tāo; род. 1997, Лос-Аламос, Нью-Мексико) — американо-китайский миллиардер, основатель и генеральный директор Scale AI, платформы для аннотирования данных, которая предоставляет обучающие данные для моделей машинного обучения.
В 2021 году, в возрасте 24 лет, стал самым молодым миллиардером в мире, добившимся успеха самостоятельно. По оценкам Forbes, его состояние на апрель 2025 года составляет 3,6 миллиарда долларов.

## Биография
Ван родился в Лос-Аламосе, штат Нью-Мексико, в семье китайских иммигрантов, которые работали физиками в Лос-Аламосской национальной лаборатории.
Ван с детства увлекался математикой и программированием. Он прошёл отбор в программу Математической олимпиады в 2013 году, в команду США по физике в 2014 году и был финалистом международной олимпиаде по информатике (USACO) в 2012 и 2013 годах.
Получив образование в средней школе Лос-Аламоса, он переехал в Кремниевую долину, чтобы стать инженером-программистом в компанию Addepar. В подростковом возрасте работал в Quora в качестве программиста. Также учился в Массачусетском технологическом институте и работал разработчиком алгоритмов в высокочастотной торговой фирме Hudson River Trading, прежде чем бросить учёбу и основать Scale AI в 2016 году.

## Карьера
В 2016 году Ван основал компанию Scale AI, которая занимается разметкой данных, используемых для обучения программного обеспечения искусственного интеллекта в области компьютерного зрения и транскрипции аудио. В совет директоров компании входит сооснователь Plaid Уильям Хокки.
В мае 2021 года Майкл Кратиос, технический директор США при администрации Трампа, стал управляющим директором Scale AI и главой стратегического управления. Бывший топ-менеджер Amazon Джефф Уилке был советником Вана.
Среди коммерческих клиентов Scale AI — Etsy, General Motors, OpenAI, PayPal, Pinterest, Samsung, Toyota и Uber. В 2021 году оценка компании достигла $7,3 млрд, что на короткое время принесло Вану состояние в $1 млрд, так как он владел 15 % компании.
Scale AI получала оборонные контракты от Вооружённых сил США, и была привлечена Пентагоном и Chief Digital and Artificial Intelligence Office для тестирования и оценки надёжности и безопасности больших языковых моделей при планировании и принятии решений в армии.
В 2023 году Ван вошёл в совет директоров Expedia Group.